# Хейран (дегестан)
Хейран (перс. حیران) — дегестан в Ірані, в Центральному бахші, в шагрестані Астара остану Ґілян. За даними перепису 2006 року, його населення становило 3061 особу, які проживали у складі 678 сімей.

## Населені пункти
До складу дегестану входять такі населені пункти:
- Ак-Масджед
- Баскам-Чал
- Бахарестан
- Ґіладе
- Ґуді-Евлар
- Дамір-Уґлі-Кеш
- Деґерманкеші
- Зерех-Жіє
- Мошенд
- Саядлар
- Сідж
- Фандок-Поште
- Хадж-Амір-е-Ванех-Бін
- Хейран-е-Алія
- Хейран-е-Васаті
- Хейран-е-Софлі
- Хужіє
- Хулестун
- Чамлар
- Шаґола